# بهاء الدين الطود
بهاء الدين الطود (1946- 17 أكتوبر 2023) روائي مغربي. من مواليد مدينة القصر الكبير المغربية. توفي بمدينة طنجة عن عمر يناهز 77 سنة.

## دراسته وعمله
بعد أن أمضى أربع سنوات في مدريد للدراسة والتحصيل، عاد بهاء الدين الطود إلى المغرب ليبدأ رحلة أكاديمية جديدة، حيث انتقل من عالم الصحافة إلى دراسة القانون في الرباط وباريس. خصص كل وقته لمهنة المحاماة، وقضى أكثر من ثلاثين عامًا في خدمة هذه المهنة.
عمل بهاء الدين لفترة كمحامٍ لصالح أحمد فؤاد الثاني، ابن الملك فاروق، في قضية تتعلق بإرث لحساب والده في أحد البنوك السويسرية. عندما دخلت القضية مرحلة المفاوضات بين الورثة والبنك السويسري، انسحب بهاء الدين منها دون الإفصاح عن الأسباب، مبررًا ذلك بواجب السرية المهنية.
كما ترافع في قضية تخص الروائي الفلسطيني الكبير إيميل حبيبي، حيث أوكله الأخير لتمثيله لدى وزارة التربية والتعليم في المغرب للحصول على حقوقه المتعلقة بتدريس إحدى رواياته. صادق بهاء الدين العديد من الكتاب والأدباء والمثقفين العرب والعالميين، من بينهم روجيه جارودي، ومحمود درويش، وجابر عصفور، وجمال الغيطاني، وغيرهم.

## النشأة
ولد الكاتب المغربي بهاء الدين الطود في مدينة القصر الكبير عام 1946، وقضى سنوات حياته الأولى هناك. خلال طفولته، شهد اعتقالات متكررة لوالده محمد بن عبد القادر الطود، الذي كان إمامًا وعازف بيانو.
نتيجة لهذه الاعتقالات، عاش الطود طفولة مضطربة، حيث تعرض منزل أسرته لحريق كاد أن يودي بحياة جميع أفراد العائلة، لولا تدخل الجيران لإنقاذهم من فوق الأسطح. كما شهد بهاء الدين الطود تهريب عمه إلى القاهرة بسبب ارتباط عائلته بالمقاوم المغربي محمد بن عبد الكريم الخطابي.
عندما بلغ الطود سن العاشرة، فقد والده، مما جعله يذوق طعم اليتم في سن مبكرة. انتقل بعد ذلك للعيش مع جدته في مدينة أصيلة، حيث تابع تعليمه واستكمل دراسته الثانوية قبل أن يسافر إلى الخارج لدراسة الصحافة.

## نشاطه الأدبي
بهاء الدين الطود كان روائيا، ومحاميا، وعضوا ورئيسا سابقا في فرع اتحاد كتاب المغرب بطنجة. كتب مقالات صحفية وأدبية في منابر وطنية ودولية. كما نشر قصصا قصيرة في مجالات عربية.
دخل الراحل بهاء الدين الطود عالم الرواية في وقت متأخر من حياته، رغم أن الكتابة كانت شغفًا رافقه طوال مسيرته. بعد سنوات من التجربة والقراءة والمشاهدة، أصدر روايته الأولى بعنوان "البعيدون". كتب الروائي المغربي الراحل محمد شكري مقدمة هذه الرواية، والتي لقيت صدى كبيرًا في الأوساط الثقافية العربية.
تناولت "البعيدون" قضية المهاجرين العرب في أوروبا، حيث تحكي قصص معاناة أولئك الذين أجبرتهم ظروف الحياة القاسية في بلدانهم على الاغتراب، دون أن ينسوا أوطانهم يومًا.

## إصداراته
صدر له:
- رواية «البعيدون»، عن دار الهلال المصرية سنة 1990.
  - الطبعة الثانية سنة 2001
  - الطبعة الثالثة سنة 2003
  - الطبعة الرابعة سنة 2013
  - ترجمة إلى الإسبانرواية البعيدونة «البعيدون» بمدريد سنة 2014
- رواية «أبو حيان في طنجة»، سنة 2010

```
له قيد الإعداد للطبع:
```

- «سارق الأسفار»، سيرة ذاتية
- الجزء الثاني من رواية «البعيدون».